# Dyscia malatyana
Dyscia malatyana is een vlinder uit de familie spanners (Geometridae). De wetenschappelijke naam is voor het eerst geldig gepubliceerd in 1934 door Wehrli.
De soort komt voor in Europa.